# Боевая часть (флот)
Боевая часть (БЧ, произносится: «бэ-че») — понятие из основ корабельной организации, наряду со службой, основное организационное подразделение экипажа кораблей советского и российского Военно-Морского Флота, в ведении которого сосредоточены боевые и технические средства по определённому виду вооружения или оборудования, предназначенные для выполнения определённых задач в бою или повседневной жизни.

## История
На крупных кораблях может быть до семи боевых частей, которые, в свою очередь, подразделяются на дивизионы, группы, батареи, башни, команды, отделения и обозначаются цифрами от 1 и далее:
- БЧ-1 — штурманская;
- БЧ-2 — ракетная, или ракетно-артиллерийская, или артиллерийская (в зависимости от состава вооружения корабля);
- БЧ-3 — минно-торпедная;
- БЧ-4 — связи;
- БЧ-5 — Электромеханическая (мотористы).
- БЧ-6 — авиационная
- БЧ-7 — радиотехническая (управления).

Боевые части комплектуются специалистами для обслуживания оружия и технических средств. На малых кораблях могут быть совмещённые боевые части, например: БЧ-1-БЧ-4.
Во главе каждой боевой части стоит её командир.
Подразделение экипажа на боевые части было введено в 1932 году Корабельным уставом Военно-морских сил РККА; уставами КУ-39, КУ-43, КУ-51, КУ-59, КУ-78 и КУ-2001 в корабельную организацию вносились отдельные коррективы.

## Отличие боевой части от службы
Наряду с боевыми частями, основы корабельной организации предполагают существование на корабле служб. Обязательными на каждом корабле являются следующие службы: Сл-Х — радиационной, химической и биологической защиты; Сл-М — медицинская; Сл-С — снабжения, Р- радиотехническая.
Кроме того, в зависимости от специализации и особенностей конструкции боевого корабля, на нём могут создаваться и другие службы.
Во главе каждой службы стоит её начальник.